# Poledník (Šumava)
Poledník (německy Mittagsberg) je hora ležící na Kvildských pláních v pohoří Šumava. Poledník je s nadmořskou výškou 1315 metrů patnáctý nejvyšší vrchol české části Šumavy. Nachází se 4,5 km jižně od Prášil. Oblý protáhlý hřbet Poledníku má prudké východní svahy, které byly přemodelované činností ledovce a nacházejí se v nich kar Prášilského jezera a bezvodý kar Stará jímka.

## Jméno
Poledník je nazýván též Polední hora.

## Rozhledna

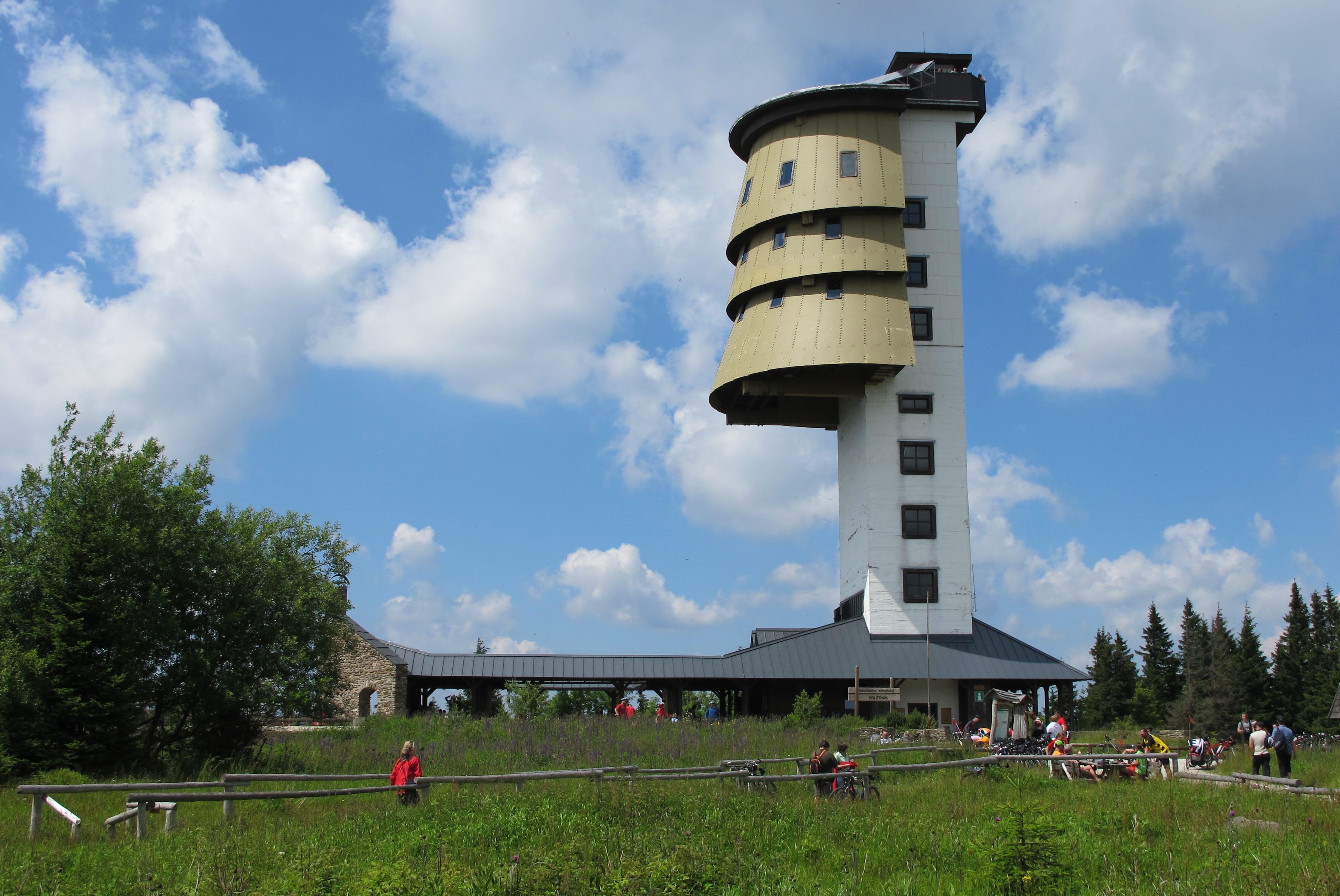
Rozhledna na vrcholu Poledníku

Rozhledna na Poledníku vznikla z někdejší věže vojenského zařízení elektronické ostrahy hranice, která umožňovala sledovat rádiový provoz hluboko dovnitř území Spolkové republiky Německo. V 60. a 70. letech 20. století byl v přísně střeženém pohraničním pásmu postaven tajný vojenský objekt s krycím označením TOPAS. V té době nebylo přístupné ani Prášilské jezero, které je v blízkosti. Často se dokonce toto místo nenacházelo na mapách. V roce 1989 objekt přestal sloužit pro vojenské účely a začal chátrat. V roce 1997, po sporu mezi Správou Národního parku Šumava a Klubem českých turistů bylo rozhodnuto o rekonstrukci věže a omezeném zpřístupnění vrcholu. Budovy komplexu byly sneseny a zachována zůstala pouze věž. Od roku 1998 se tak mohou turisté těšit z jedinečného výhledu na celou centrální Šumavu a Bavorský les a za dobré viditelnosti zahlédnout i Alpy. Věž měří 37 metrů, vede na ní 227 schodů a zůstala jí typická podoba se třemi půlkruhovými patry v horní polovině. Rozhledna na Poledníku se hned v roce svého otevření zařadila mezi nejnavštěvovanější místa Národního parku Šumava – vystoupalo na ni 30000 lidí, v roce 1999 dokonce 35000.
V srpnu 2009 byla na rozhledně zprovozněna malá fotovoltaická elektrárna, která pokryje spotřebu elektrické energie rozhledny.

## Přístup
Rozhledna je otevřena jen v letní sezóně (červen až říjen). Nejlepší přístup je po červené turistické značce z Prášil, cesta má délku 8,5 km. Po této cestě je povolena i jízda cyklistům a v zimě lyžařům. Pohraniční zelená a červená turistická značka z Frantova mostu přes Poledník na Javoří Pilu, která prochází 1. zónou národního parku, je po většinu roku (mimo období 1. 7. až 30. 9.) uzavřena[zdroj?], zejména kvůli hnízdění tetřeva hlušce.

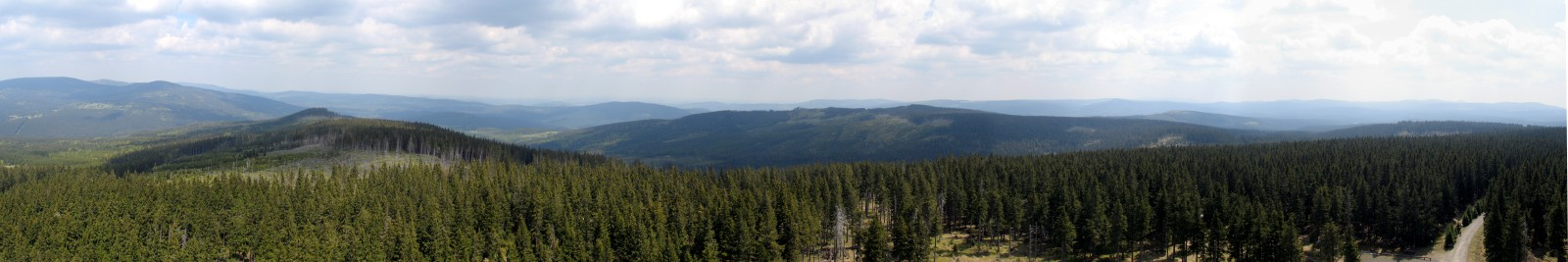
Rozhled z Poledníku